# Vườn quốc gia Krkonoše
Vườn quốc gia Krkonoše (tiếng Séc: Krkonošský národní park, thường viết tắt là KRNAP) là một vườn quốc gia ở các vùng Liberec và Hradec Králové của Cộng hòa Séc. Vườn quốc gia này nằm ở dãy núi Krkonoše, dãy núi cao nhất quốc gia này. Vườn quốc gia này đã được UNESCO đưa vào danh sách khu dự trữ sinh quyển. Khu vực này giáp Vườn quốc gia Karkonosze ở Ba Lan.